# 達奇敦 (紐約州)
達奇敦（英語：Dutchtown）是位於美國紐約州伊利縣的非建制地區。

## 地理
達奇敦所處的海拔為高於海平面408米（即1339英呎），而該地所採用的時區為UTC-5，即北美东部时区（EST）。同時該地設有夏令時間，為UTC-5調快一小時，即UTC-4（EDT）。